# Ingemar Walder
Ingemar Walder (* 5. Juni 1978 in Sillian) ist ein ehemaliger österreichischer Snowboarder. Er startete in den Disziplinen Snowboardcross, Parallelslalom und Parallel-Riesenslalom.

## Werdegang
Walder, der für den Union Villgraten startete, fuhr im Januar 1997 in Lenggries erstmals im Snowboard-Weltcup und belegte dabei den 57. Platz im Riesenslalom. In den folgenden Jahren erreichte er meist Platzierungen im Mittelfeld. Im Januar 2000 holte er in Szczyrk im Snowboardcross seinen ersten Sieg im Europacup. Bei den Snowboard-Weltmeisterschaften 2001 in Madonna di Campiglio errang er den 40. Platz im Snowboardcross. In der Saison 2002/03 kam er im Weltcup zweimal unter die ersten Zehn und erreichte damit seine ersten Top-Zehn-Platzierungen. In der Saison 2004/05 erreichte er mit sechs Platzierungen unter den ersten 15 den 19. Platz im Parallel-Weltcup. In der Saison 2007/08 siegte er dreimal im Europacup und gewann damit die Parallelwertung. Bei den Snowboard-Weltmeisterschaften 2009 in Gangwon errang er den 11. Platz im Parallelslalom und bei den Olympischen Winterspielen 2010 in Vancouver den 29. Platz im Parallel-Riesenslalom. In der Saison 2011/12 kam er im Weltcup viermal unter den ersten Zehn. Dabei erreichte er in Chiesa in Valmalenco mit Platz drei im Parallel-Riesenslalom seine erste Podestplatzierung im Weltcup und zum Saisonende den 14. Platz im Parallelweltcup. Im März 2012 wurde er österreichischer Meister im Parallel-Riesenslalom. In der folgenden Saison errang er mit vier Top-Zehn-Platzierungen, darunter Platz zwei im Parallel-Riesenslalom in Sotschi jeweils den vierten Platz im Parallel-Riesenslalom-Weltcup und Parallelweltcup. Dies waren seine besten Gesamtergebnisse. Beim Saisonhöhepunkt, den Snowboard-Weltmeisterschaften 2013 in Stoneham, fuhr er auf den 11. Platz im Parallel-Riesenslalom. Seinen letzten Weltcup absolvierte er im Februar 2014 in Sudelfeld, wo er den siebten Platz im Parallel-Riesenslalom belegte. Sein Bruder Harald Walder war ebenfalls als Snowboarder aktiv.

## Teilnahmen an Weltmeisterschaften und Olympischen Winterspielen

### Olympische Winterspiele
- 2010 Vancouver: 29. Platz Parallel-Riesenslalom

### Snowboard-Weltmeisterschaften
- 2001 Madonna di Campiglio: 40. Platz Snowboardcross
- 2009 Gangwon: 22. Platz Parallelslalom
- 2011 Stoneham: 11. Platz Parallelslalom

## Weltcup-Gesamtplatzierungen
| Saison    | Gesamt | Gesamt | Snowboardcross | Snowboardcross | Parallel | Parallel | Parallel-Riesenslalom | Parallel-Riesenslalom | Parallelslalom | Parallelslalom |
| Saison    | Punkte | Platz  | Punkte         | Platz          | Punkte   | Platz    | Punkte                | Platz                 | Punkte         | Platz          |
| --------- | ------ | ------ | -------------- | -------------- | -------- | -------- | --------------------- | --------------------- | -------------- | -------------- |
| 1998/99   | 12     | 127.   | 30             | 72.            | -        | -        | -                     | -                     | -              | -              |
| 1999/2000 | 31     | 127.   | 268            | 51.            | -        | -        | -                     | -                     | -              | -              |
| 2000/01   | -      | -      | 35             | 80.            | -        | -        | -                     | -                     | 96             | 67.            |
| 2001/02   | -      | -      | 140            | 57.            | 348      | 26.      | -                     | -                     | 240            | 36.            |
| 2002/03   | 92     | 21.    | 19             | 90.            | 1430     | 27.      | -                     | -                     | -              | -              |
| 2003/04   | -      | -      | -              | -              | 1623     | 25.      | -                     | -                     | -              | -              |
| 2004/05   | -      | -      | -              | -              | 1936     | 19.      | -                     | -                     | -              | -              |
| 2005/06   | 986    | 99.    | -              | -              | 986      | 28.      | -                     | -                     | -              | -              |
| 2006/07   | 321    | 141.   | -              | -              | 321      | 40.      | -                     | -                     | -              | -              |
| 2007/08   | 266    | 178.   | -              | -              | 266      | 46.      | -                     | -                     | -              | -              |
| 2008/09   | 1315   | 59.    | -              | -              | 1315     | 21.      | -                     | -                     | -              | -              |
| 2009/10   | 1339   | 50.    | -              | -              | 1339     | 22.      | -                     | -                     | -              | -              |
| 2010/11   | -      | -      | -              | -              | 1234     | 22.      | -                     | -                     | -              | -              |
| 2011/12   | -      | -      | -              | -              | 2274     | 14.      | -                     | -                     | -              | -              |
| 2012/13   | -      | -      | -              | -              | 2440     | 4.       | 2030                  | 4.                    | 519            | 15.            |
| 2013/14   | -      | -      | -              | -              | 934      | 19.      | 686                   | 11.                   | 248            | 30.            |